# كريستيان باسيداس
كريستيان باسيداس (بالإسبانية: Christian Bassedas) (16 فبراير 1973 بوينس آيرس الأرجنتين - ) هو لاعب كرة قدم أرجنتيني، يلعب كلاعب وسط، شارك في الألعاب الأولمبية الصيفية 1996.

## مسيرته الكروية
لعب كريستيان باسيداس خلال مسيرته الاحترافية مع 3 أندية في أربعة عشر موسمًا وسجل خلالها 22 هدفًا ضمن 306 مباراة. ولم يفز بأي موسم بالكأس وفاز في ثلاثة مواسم بالدوري.
خاض كريستيان باسيداس مسيرته مع نادي فيليز سارسفيلد في موسم 1990–91 ليلعب معه عشرة مواسم، مشاركًا في 268 مباراة سجل خلالها 21 هدفًا. ثم انتقل إلى نادي نيوكاسل يونايتد في موسم 2000–01 في المرة الأولى ولمدة موسمين ثم في موسم 2002–03 لمدة موسم واحد، حيث شارك طوالها في 24 مباراة سجل خلالها هدفًا واحدًا. لينتقل بعدها إلى نادي تينيريفي في موسم 2001–02 لمدة موسم واحد، مشاركًا في 14 مباراة ولم يسجل أي هدف.

## روابط خارجية
- كريستيان باسيداس على موقع الاتحاد الدولي (مؤرشف)  (الإنجليزية)
- كريستيان باسيداس على موقع الاتحاد الأوربي (الإنجليزية)
- كريستيان باسيداس على موقع قاعدة بيانات كرة القدم.إي يو (الإنجليزية)
- كريستيان باسيداس على موقع ناشيونال فوتبول تيمز (الإنجليزية)
- كريستيان باسيداس على موقع عالم كرة القدم.نت (الإنجليزية)
- كريستيان باسيداس على موقع أوليمبيديا (الإنجليزية)